# الفنطاس
تعدّ الفنطاس إحدى القرى الساحلية القديمة المشهورة في تاريخ الكويت، تقع عند خط عرض 29.1738889 شمالا وخط طول 48.1211111 شرقا حيث تبعد عن العاصمة مدينة الكويت بحوالي 26 كيلو مترا باتجاه الجنوب ومساحتها 2567899.982 مترا مربعا، عدد السكان 37222 نسمة

## تاريخها
تعد منطقة الفنطاس من أقدم مناطق دولة الكويت، حيث سكنتها مختلف العائلات الكويتية منذ أكثر من مائتي سنة إما بالانتقال لها من مدينة الكويت أو بالنزوح إليها من البلدان المجاورة للكويت، وقد سميت المنطقة بهذا الاسم نسبة إلى خزان ماء خشبي كبير رسا على سواحلها بعد أن قذفته الأمواج حيث كان يستخدمه البحارة في تخزين الماء أثناء رحلاتهم البحرية واشتهر سكانها بصيد الأسماك والزراعة والغوص على اللؤلؤ.
تتمتع الفنطاس بجمال مزارعها وروعة شطآنها ولطافة جوها نسبياً وجمال مزارعها وكثرة الآبار فيها وحلاوة مياهها، فتستقطب الكويتيين الذين يتوافدون عليها على مدار فصول السنة كمتنزه خاصة في فصلي الربيع والصيف.
ومن أشهر رجالات الفنطاس النوخذة محمد الحقان والذي عُين اميراً عليها بأمر من حاكم الكويت الشيخ أحمد الجابر الصباح في أربعينيات القرن الماضي وقد عُين مسئولا عن توزيع المواد الغذائية «التموين» في عهده أيضا سنة 1942 (سنة البطاقة) إبان الحرب العالمية الثانية، ومن رجالاتها أيضا راشد الردهان من أشهر الغاصة، والملا ناصر المزيعل إمام وخطيب والمؤذن أحمد السعيد، والملا حمدان أحمد الحمدان، وعيد علي المجيبل صاحب حملة حج، وسعيد العميري مراقب البلدية، والنوخذة عبد الله علي الحقان، وملا مزعل الصلال محفظ القرآن والشيخ راشد أحمد علي الحقان مؤسس جماعة التبليغ في الكويت، وحمد سالم الحمدان أول مختار للفنطاس وما جاورها بالانتخاب عام 1961.
وقد شارك سكان الفنطاس في العديد من الحروب مثل حرب الصريف عام 1901 وحرب الجهراء عام 1920.
```
وتحتوي 
الفنطاس
 قديماً على العديد من آبار المياه العذبة، ومن أشهرها آنذاك بئر «البلداني» وهو أعذب آبارها في ذلك الزمن وسمي نسبة إلى هير البلداني (مغاص لؤلؤ مشهور)، وبئر «سليسل» الذي استخدم لسقي الماشية خصوصاً وللشرب عموماً.
```

## معالمها
تتميز منطقة الفنطاس بالهدوء بعيدا عن الاختناقات المرورية والتلوث وتنعم بنقاوة الجو والتمتع بالمنظر البحري الرائع، هذا بالإضافة إلى خدمات ومميزات أخرى، ففيها حديقة الفنطاس العامة ومنتزه العقيلة للعائلات ومنتجع فندق سفير الدانة وشاطئ الفنطاس وديوانية الصيادين وقاعدة صباح الأحمد لخفر السواحل ومركز علوم البحار التابع لكلية العلوم بجامعة الكويت، مما ساعد على إضفاء ميزة خاصة زادت من أهمية المنطقة.

## خدماتها
يتوافر في منطقة الفنطاس عدد من أفرع للبنوك الكويتية وصالة أفراح عامة (صالة السبيعي) ومستشفى خاص (مستشفى لندن) وتحتوي كذلك على خدمات حكومية عامة تغطي جميع احتياجات سكانها كمركز صحي (مستوصف) وجمعية تعاونية ومكتب للبريد ومقسم حديث للهواتف ومكتب لطوارئ الكهرباء والماء ومكتب للبلدية ومركز لتنمية المجتمع ومكتبة عامة ومخفر للشرطة ومركز خدمة المواطن ومختارية للمنطقة والعديد من المدارس التي تخدم مختلف المراحل التعليمية والعديد من المساجد ومحطة للوقود والعديد من الأنشطة التجارية الأخرى.

## خدمات أخرى حولها
تحيط الفنطاس حالياً حركة إنشاء مجمعات لمطاعم وكافيهات شهيرة ومجمعات سكنية راقية خصوصا بعد توجه عدد كبير من الأجانب للسكن فيها، وتستغرق المسافة 10 دقائق للوصول إلى منطقة الفـحيحيل التجارية ومجمع الكوت و5 دقائق للوصول إلى مجمعات المطاعم الشهيرة في المهبولة أو المجمعات التجارية في العقيلة.
كما تتمتع بقربها من جامعتين كبيرتين، جامعة الشرق الأوسط الأمريكية في العقيلة وكلية بوكسهل الكويت في أبوحليفة.

## الوصول إليها
تتميز المنطقة بتعدد المداخل والمخارج، وتستغرق المسافة من مدينة الكويت أو المطار الدولي إليها حوالي 25 دقيقة، وإن كنت قادماً من ناحية مدينة الكويت أو جنوبها فبإمكانك استخدام طريق الملك عبد العزيز بن عبد الرحمن آل سعود السريع (طريق 30 - الفحيحيل) للوصول إليها وان كنت قادماً من ناحيه مطار الكويت او اتجاهه فبامكانك استخدام الدائري السابع السريع للوصول إليه.

## الدائرة الانتخابية
تنقسم دولة الكويت إلى خمسة دوائر انتخابية لعضوية مجلس الأمة، وتتبع منطقة الفنطاس الدائرة الانتخابية الخامسة.

## مقالات ذات صلة
- لقاء وكالة الأنباء الكويتية مع الباحث في التراث الكويتي د.يعقوب الغنيم عن الفن في الفنطاس - بتاريخ 26 نوفمبر 2011.